# Dromedar
Das Dromedar (Camelus dromedarius), auch als Einhöckriges oder Arabisches Kamel bezeichnet, ist eine Säugetierart aus der Gattung der Altweltkamele innerhalb der Familie der Kamele (Camelidae). Es ist als Last- und Reittier in weiten Teilen Asiens und Afrikas verbreitet, in seiner Wildform jedoch ausgestorben. Nachkommen von freigelassenen oder entlaufenen Tieren leben heute noch in großer Zahl verwildert in den Zentralregionen Australiens. Der Name kommt aus dem griechischen δρομάς (dromás), was „laufend“ bedeutet.

## Merkmale

### Allgemeines

Anatomie
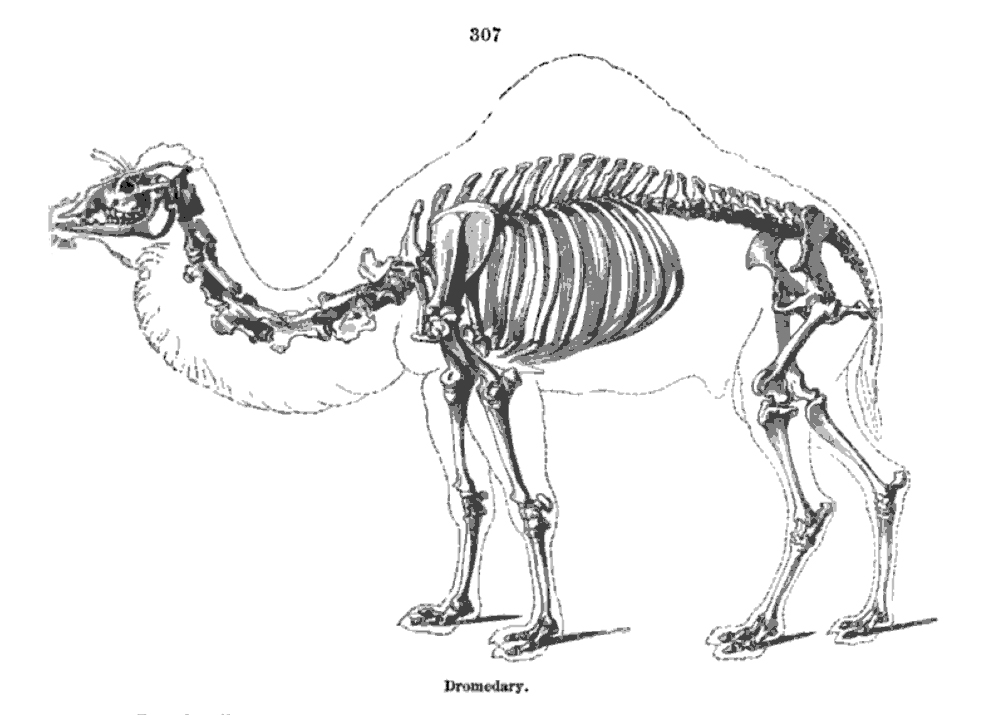
Skelett eines Dromedars
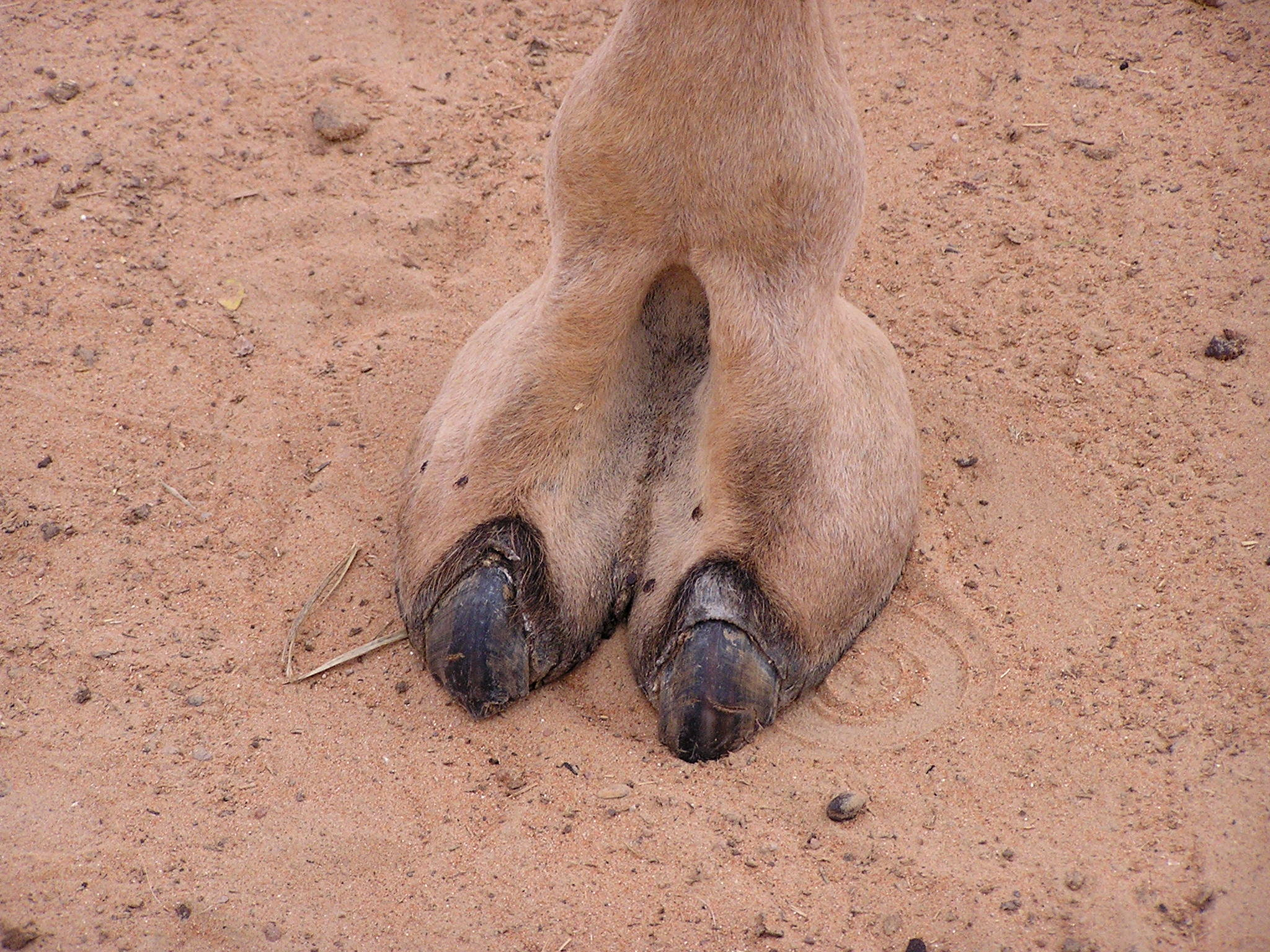
Dromedarfuß
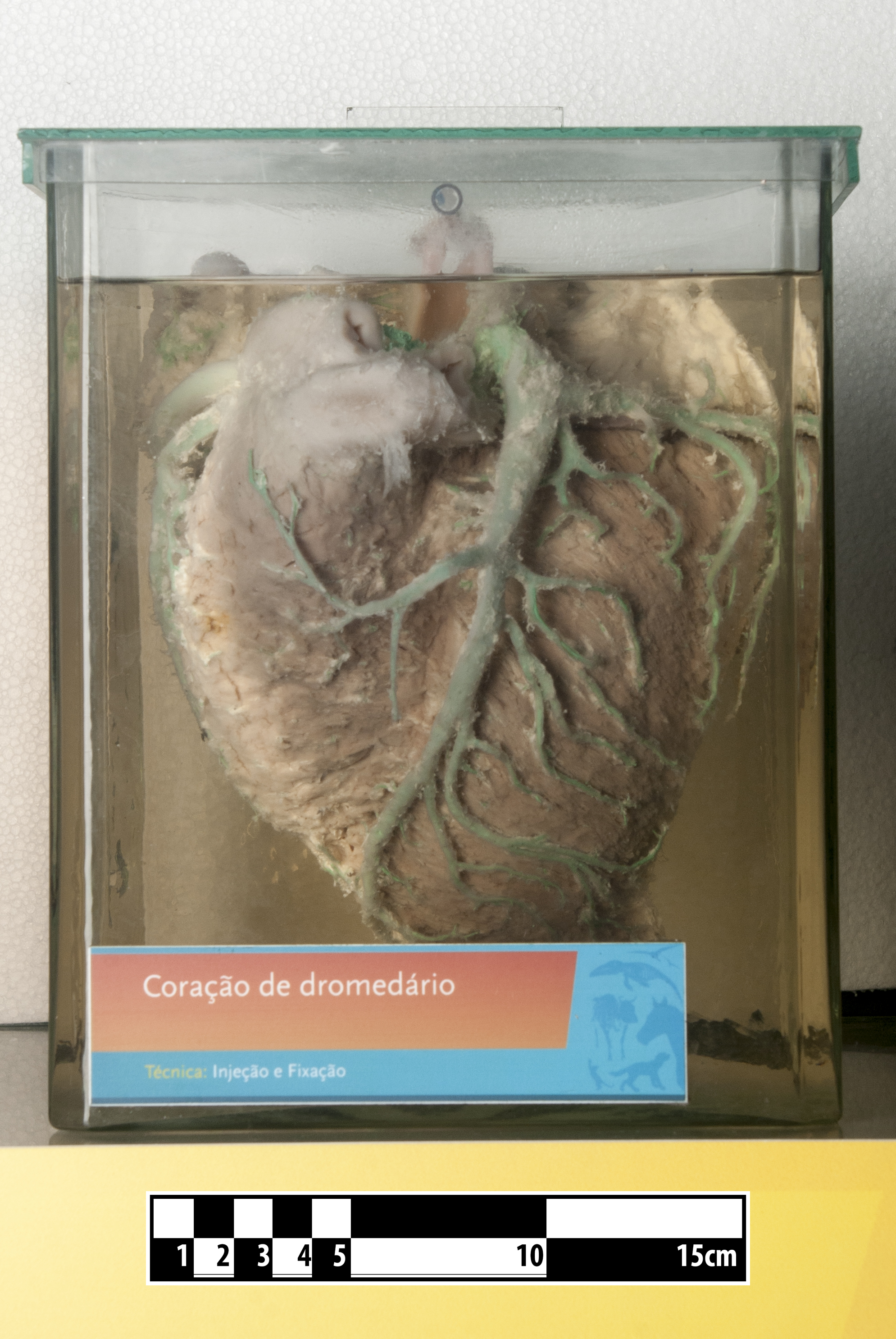
Dromedarherz
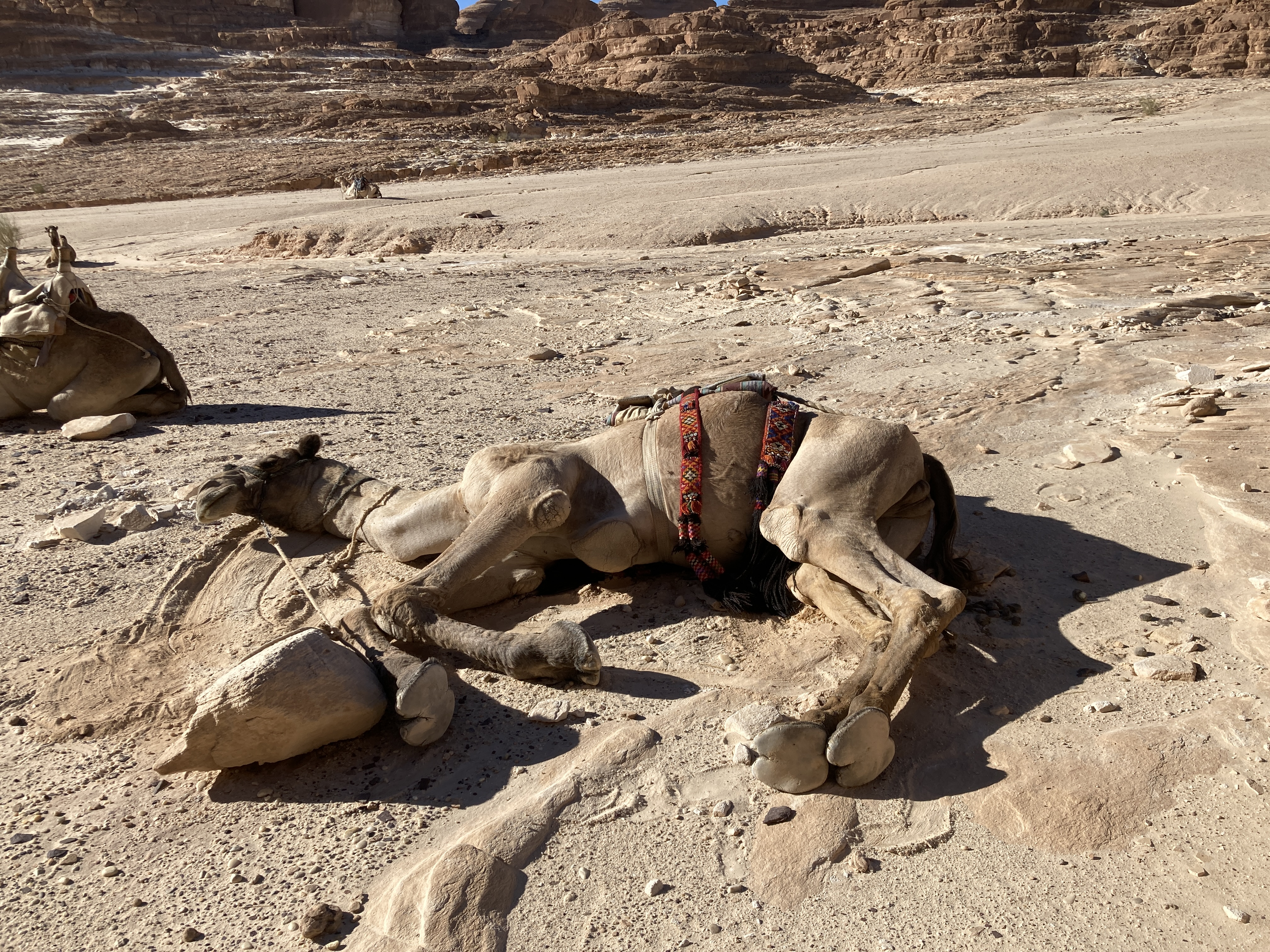
Liegendes Dromedar, Hornschwielen

Dromedare sind an ihrem einzelnen Höcker sofort vom Trampeltier, dem zweihöckrigen Kamel, unterscheidbar. Sie erreichen eine Kopf-Rumpf-Länge von 2,3 bis 3,4 Metern, eine Schulterhöhe von 1,8 bis 2,3 Metern und ein Gewicht von 300 bis 700 Kilogramm. Der Schwanz ist mit rund 50 Zentimetern relativ kurz. Das Fell ist meist sandfarben, es kommen jedoch auch andere Farbschläge von weiß bis extrem dunkelbraun vor. Scheitel, Nacken, Hals und Rumpf sind mit längerem Haar bedeckt. Diese Tiere haben einen langen Hals, auf dem ein langgezogener Kopf sitzt. Die Oberlippe ist gespalten und die verschließbaren Nasenlöcher sind schlitzförmig. Die Lider tragen sehr lange Wimpern. Diverse Hornschwielen befinden sich auf dem Brustbein, an Ellenbogen, Handwurzel, Ferse und Knie. Die Füße haben, wie bei allen Kamelen (auch Lama, Alpaka, Vikunja, Guanako in Südamerika), zwei Zehen, die anstatt mit Hufen mit schwieligen Polstern versehen sind. Der Magen setzt sich wie bei allen Kamelen aus mehreren Kammern zusammen, was das Verdauen der Pflanzennahrung erleichtert.
Das Herz wiegt etwa 5 kg; es hat zwei Ventrikel mit der Spitze nach links gekrümmt. Die Pulsfrequenz beträgt 50 Schläge pro Minute. Dromedare haben (wie alle Kamele) als einzige Säugetiere ovale rote Blutkörperchen. Der pH-Wert des Blutes variiert von 7,1 bis 7,6 (zum Vergleich: der pH-Wert von menschlichem Blut liegt normalerweise zwischen 7,36 und 7,44). Der individuelle Zustand der Hydratation, das Geschlecht und die Zeit des Jahres können die Blutwerte beeinflussen. Die Lungen haben keine Lappen. Ein dehydriertes Kamel hat eine niedrigere Atemfrequenz. Jede Niere hat eine Kapazität von 858 cm3 und kann Urin mit hohen Chloridkonzentrationen produzieren. Wie das Pferd hat das Dromedar keine Gallenblase. Die grauviolette, halbmondförmige Milz wiegt weniger als 500 g. Die annähernd dreieckige, vierkammerige Leber wiegt 6,5 kg; ihre Abmessung beträgt rund 60 cm in der Länge, 42 cm in der Breite an der Basis und 18 cm Breite an der Spitze.

### Anpassung an den trockenen Lebensraum

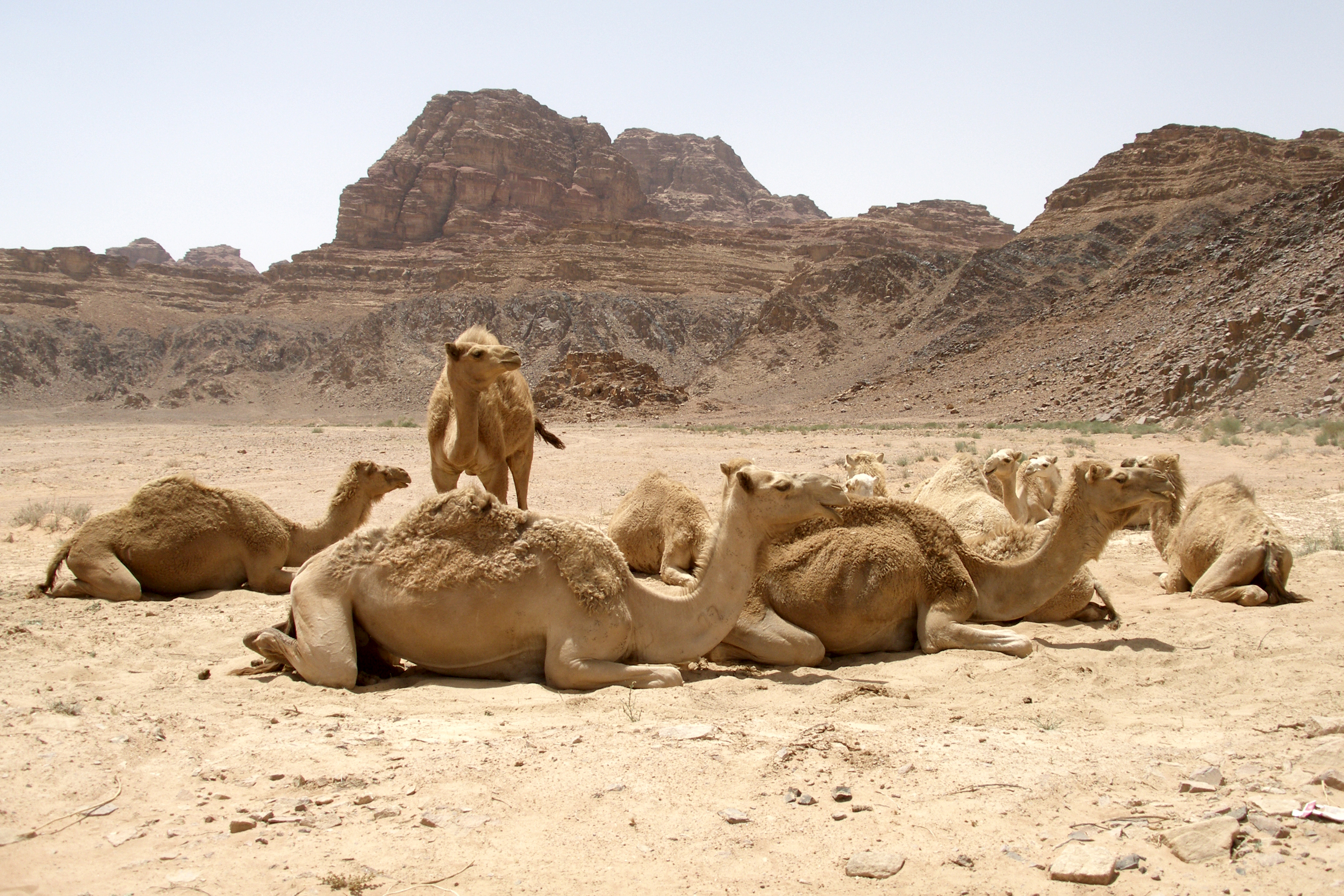
Dromedare in der Wüste (Wadi Rum)

Ihre Anpassung an trockenes Klima ermöglicht es Dromedaren, in wüstenhaften Gebieten zu leben. Sie haben die Fähigkeit, lange ohne Wasser auszukommen, da sie viel Wasser im Körper speichern können. Der Rückenhöcker enthält Fettvorräte, die das Tier bei Futtermangel verbrennen kann, um Energie zu gewinnen. Zwar legt das Dromedar in seinem Höcker keinen Wasservorrat an, jedoch bedarfsweise in seinem Magen. Die Nieren resorbieren einen Großteil der Flüssigkeit, indem sie den Urin stark konzentrieren. Auch dem Kot wird vor der Ausscheidung die meiste Flüssigkeit entzogen.
Die Körpertemperatur von Dromedaren sinkt während der Nacht sehr stark ab, so dass tagsüber der Körper sich nur langsam aufwärmt und das Tier lange Zeit nicht zu schwitzen braucht. Während einer Trockenperiode kann ein Dromedar bis zu 25 % seines Körpergewichts verlieren, ohne zu verdursten. In zehn Minuten kann es durch Wasseraufnahme sein durch Schwitzen verlorenes Körpergewicht wieder erreichen.
Die Anpassung der Nieren, die Mechanismen zur Regulierung der Körpertemperatur und die Resorption von Wasserdampf aus der Atemluft mit Hilfe der Nasenschleimhäute wurden insbesondere von Knut Schmidt-Nielsen erforscht.

## Verbreitung

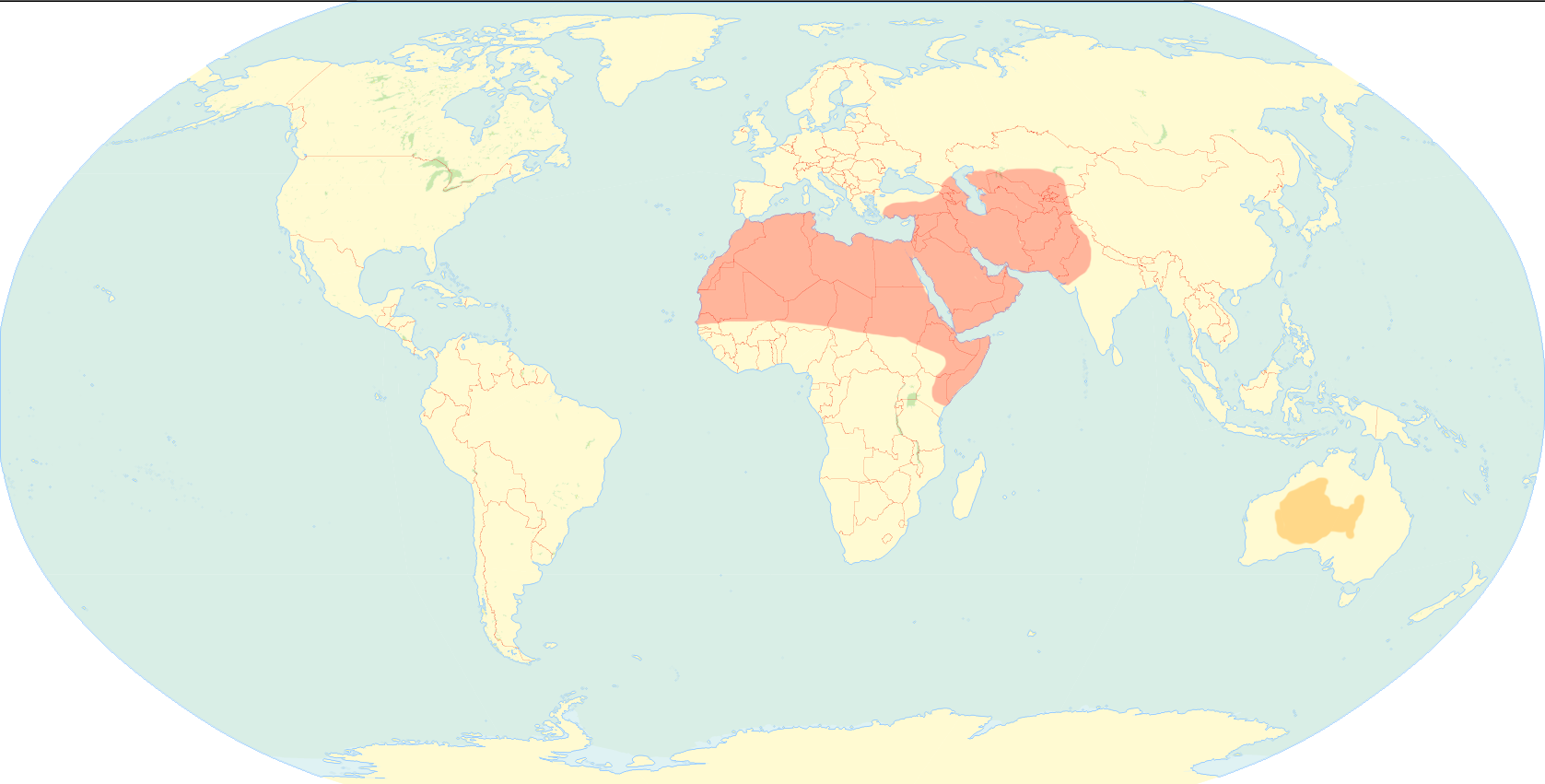
Verbreitungsgebiet des Dromedars

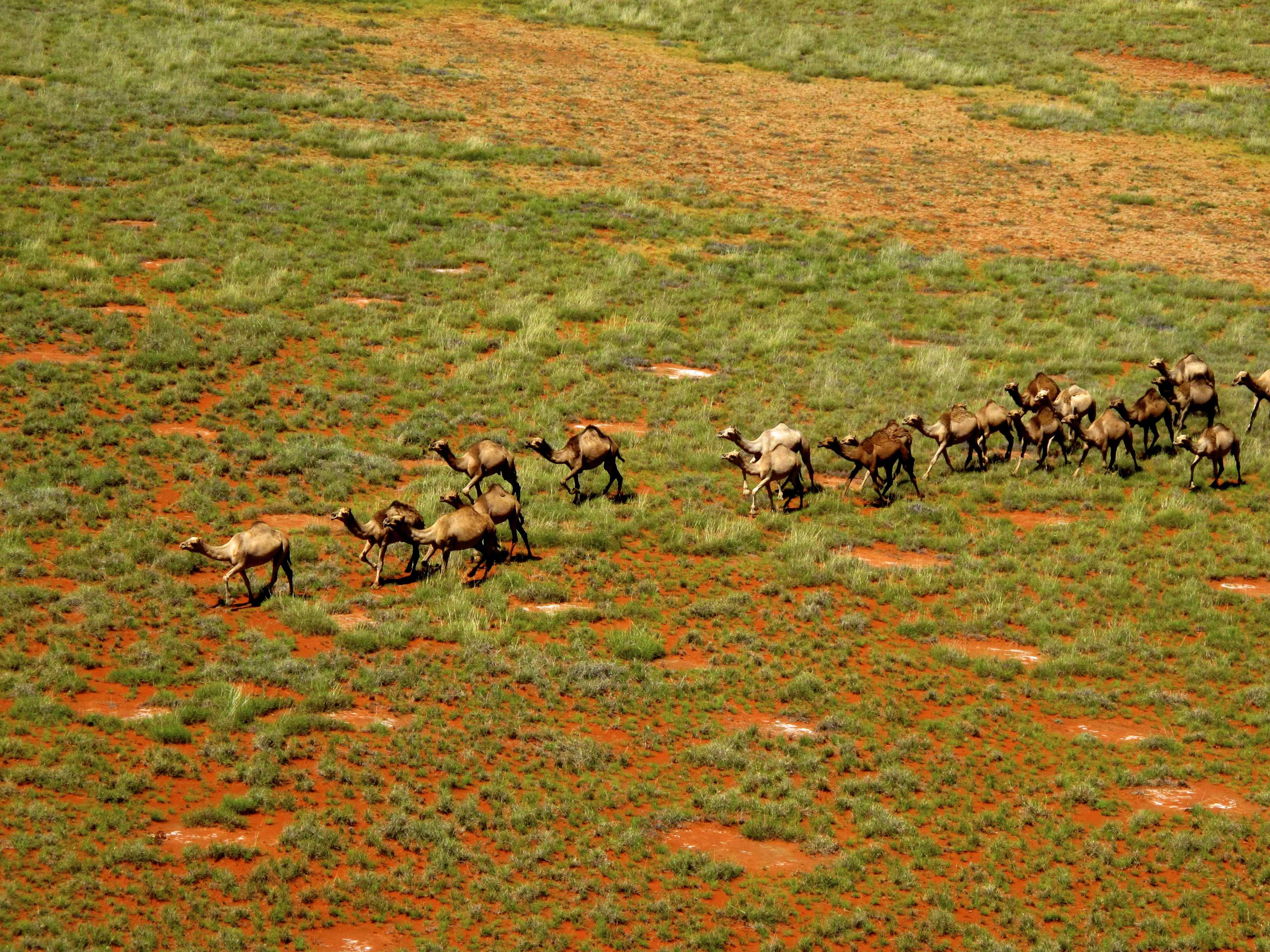
Wilde Dromedare in Australien

Das Dromedar ist in ganz Nordafrika, am Horn von Afrika und in Asien von Vorderasien mit Anatolien bis in den Nordwesten Indiens als Haustier verbreitet. Die südliche Verbreitungsgrenze bildet in der Sahelzone von Senegal bis Sudan etwa der 13.–15. Grad nördlicher Breite, in Ostafrika (Somalia und Kenia) der 2. Grad südlicher Breite; die nördliche Grenze liegt in Turkestan, wo es teilweise neben dem zweihöckrigen Trampeltier vorkommt.
Dromedare wurden auch auf dem Balkan, in Namibia und auf den Kanarischen Inseln eingeführt.
Nachdem die Dromedare in Australien Mitte des 19. Jahrhunderts aus Indien eingeführt worden waren, um sie für die Erschließung des Binnenlands zu nutzen, wurden sie von etwa 1840 bis 1907 als Nutztiere verwendet. Die Nachkommen von freigelassenen oder entlaufenen Tieren leben bis heute dort verwildert in den Zentralregionen. Diese Population ist die einzige freilebende Dromedarpopulation der Welt; in dem 2010 verabschiedeten „Nationalen Aktionsplan zu wildlebenden Kamelen“ gingen die Autoren von mehr als einer Million Tiere aus. Einer Schätzung von 2013 zufolge ist die Zahl der Dromedare jedoch lange nicht so groß, wie bisher angenommen. Sie belief sich nach Umsetzung eines „Programms zur Kamelkontrolle“, in dessen Verlauf innerhalb von vier Jahren 160.000 Dromedare abgeschossen wurden, und nach einer Dürre, während der sich deren Zahl um weitere 100.000 Tiere reduzierte, auf lediglich etwa 300.000 Tiere. Dennoch stellen die Dromedare, deren Population sich unkontrolliert alle acht bis zehn Jahre verdoppeln würde, in zunehmendem Maße ein Problem dar. Während der Buschbrände in Australien 2019/2020 drangen riesige Herden auf der Suche nach Wasser und Nahrung bis in Gemeinden der Ureinwohner vor. Sie hätten das Trinkwasser verschmutzt und die knappen Lebensmittelvorräte geplündert, hieß es seitens des Umweltministeriums des Bundesstaates South Australia. Wegen der anhaltenden extremen Dürre wurde deshalb mit der Zwangstötung von bis zu 10.000 Kamelen begonnen – zum „Schutz von Mensch und Tier“, wie es hieß.
Auch im Südwesten der USA gab es aus denselben Gründen wie in Australien eine wildlebende Population, die jedoch Anfang des 20. Jahrhunderts ausgerottet wurde.

## Lebensweise

### Sozialverhalten
Dromedare sind tagaktiv. Freilebende Tiere leben meist in Haremsgruppen, die sich aus einem Männchen (Hengst), mehreren Weibchen (Stuten) und dem dazugehörenden Nachwuchs (Fohlen) zusammensetzen. Heranwachsende Männchen schließen sich oft zu Junggesellengruppen zusammen, diese sind aber nicht sehr langlebig. Manchmal kommt es zwischen Männchen zu Kämpfen um die Führungsrolle in einer Gruppe, die durch Bisse und Fußtritte ausgetragen werden.

### Nahrung

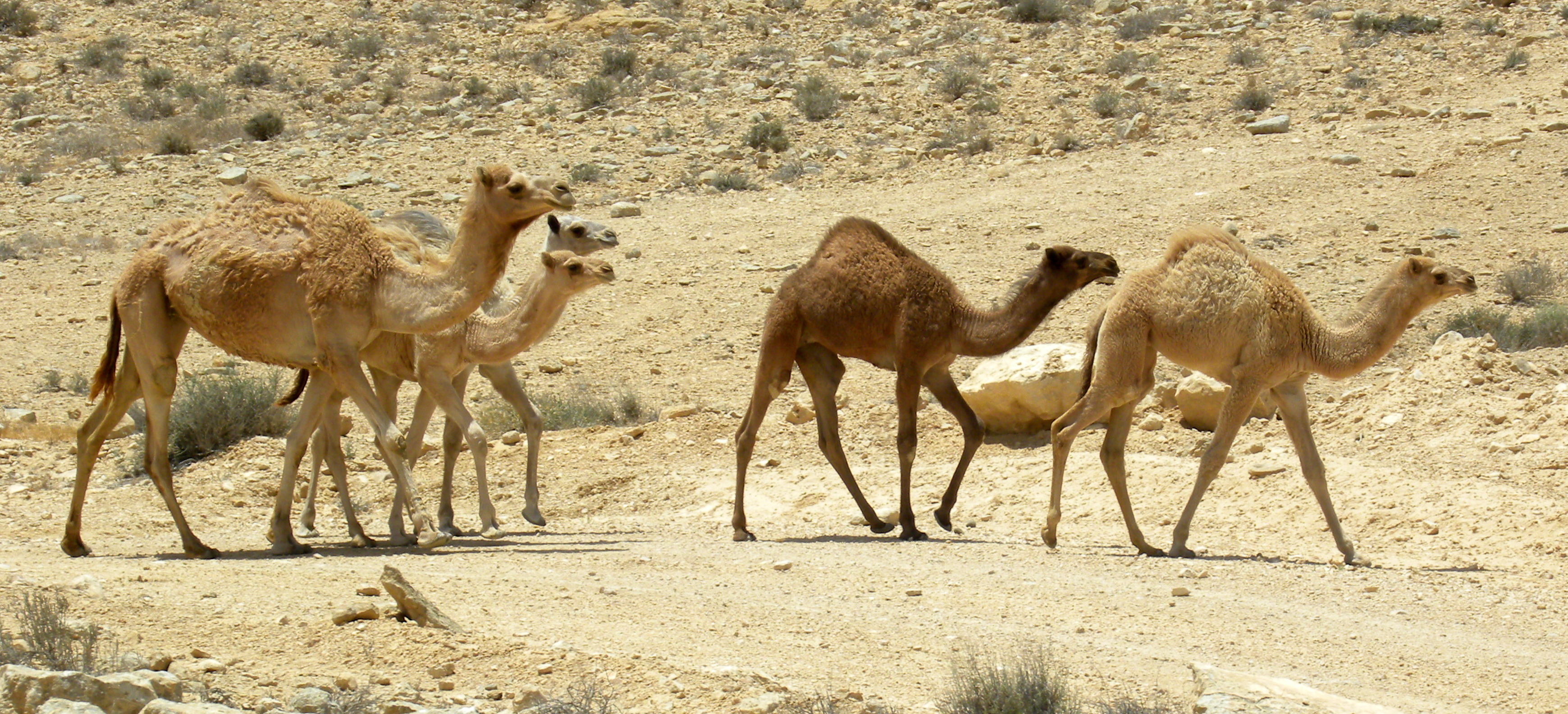

Diese Tiere sind wie alle Kamele Pflanzenfresser, die alle Arten von Pflanzen zu sich nehmen können – sogar dornige und salzige. Die Nahrung wird wenig zerkaut verschluckt und gelangt zunächst in den Vormagen, um nach dem Wiederkäuen endgültig verdaut zu werden. Dieser Vorgang ähnelt dem der Wiederkäuer (Ruminantia), zu denen die Kamele zoologisch allerdings nicht gerechnet werden. Das Verdauungssystem der Kamele dürfte sich unabhängig von dem der Wiederkäuer entwickelt haben, was sich unter anderem darin zeigt, dass die Vormägen mit Drüsen versehen sind. In absoluten Notsituationen fressen die Tiere jedoch auch Knochen, Häute oder Fleisch und unverdauliche Stoffe.

### Fortpflanzung

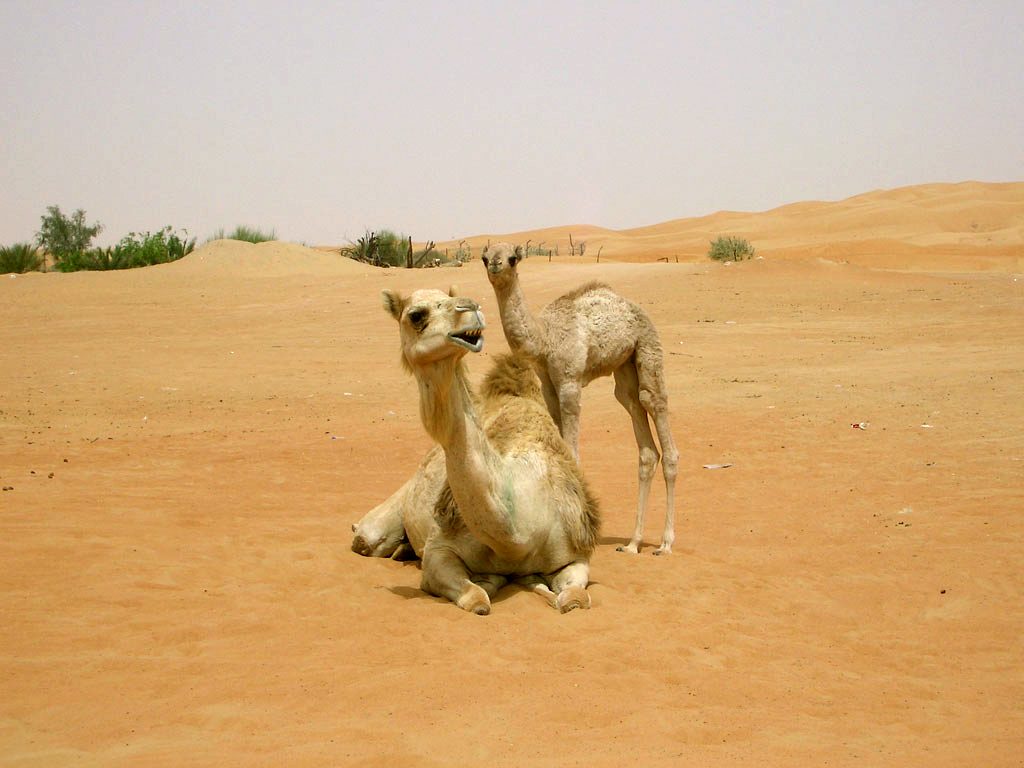
Dromedar mit Jungtier

Die Paarung erfolgt oft im Winter, hängt aber mit der Regenzeit zusammen. Die Tragezeit beträgt rund 360 bis 440 Tage, üblicherweise kommt ein einzelnes Jungtier zur Welt, Zwillinge sind selten. Neugeborene sind Nestflüchter und können nach einem Tag bereits selbstständig laufen. Rund ein bis zwei Jahre kümmert sich die Mutter um den Nachwuchs, das Absetzen erfolgt nach einem bis eineinhalb Jahren. Zwei Jahre nach der Geburt kann das Weibchen erneut werfen.
Die Geschlechtsreife tritt bei Weibchen mit drei Jahren, bei Männchen mit vier bis sechs Jahren ein. Die Lebenserwartung wird auf 40 bis 50 Jahre geschätzt.

## Parasiten und Krankheitserreger mit zoonotischer Bedeutung
Bei Altweltkamelen kommen etwa 100 Parasitenarten vor. Microthoracius cameli ist eine für das Dromedar spezifische Echte Tierlaus. Weitere Ektoparasiten sind die Zeckenarten Amblyomma gemma, Hyalomma dromedarii, Hyalomma truncatum und Rhipicephalus pulchellus, die Räudemilbe Sarcoptes scabiei var. cameli und die Pferdelausfliege. Im Magen-Darm-Trakt treten verschiedene Einzeller wie Kokzidien (Eimeria cameli, Eimeria rajasthani, Eimeria dromedarii, Eimeria bactria, Eimeria pellerdyi, Cystoisospora orlovi), mindestens drei Sarcocystiss, Infundibulorium cameli und fünf Magen-Darm-Fadenwürmer (Physocephalus dromedarii, Nematodiurus dromedarii, Nematodiurus mauritanicus, Nematodirella dromedarii und Nematodirella cameli). Weitere Fadenwürmer sind Dipetalonema, Onchocerca fasciata, Thelazia leesei und der Lungenwurm Dictyocaulus cameli.
Einige Parasiten sind zwar nicht dromedarspezifisch, spielen aber als Zoonose-Erreger eine größere Rolle. Dazu gehören einzellige Endoparasiten wie Kryptosporidien, Giardia intestinalis, Blastocystis coli und Enterocytozoon bieneusi, wobei für Cryptosporidium parvum und Cryptosporidium andersoni im Iran Infektionen vom Dromedar auf den Mensch bewiesen wurden. Auch Toxoplasma gondii, Fasciola, Trichinen und Linguatula serrata können mit dem Fleisch oder mit der Milch auf den Menschen übertragen werden. Darüber hinaus spielen Dromedare eine Rolle als Reservoirwirte für Trypanosoma evansi, Fasciola spp., den Kleinen Leberegel, Pärchenegel und die Metazestode des Dreigliedrigen Hundebandwurms.
Darüber hinaus können Dromedare das Krim-Kongo-Hämorrhagisches-Fieber-Virus sowie die Bakterien Coxiella burnetii, Anaplasma spp., Rickettsien, Bartonella spp. und Yersinia pestis beherbergen.

## Dromedare und Menschen

### Wilde Dromedare
Die wilde Stammform des domestizierten Dromedars ist schon im Altertum ausgestorben. Frühere Vermutungen, das Dromedar wäre erst als domestizierte Form aus Vorfahren entstanden, die dem östlicher verbreiteten zweihöckrigen Kamel oder Trampeltier ähnelten, sind heute anhand von morphologischen und genetischen Daten widerlegt. Die beiden Stammlinien der Altweltkamele haben sich vermutlich vor fünf bis acht Millionen Jahren, und damit fast gleichzeitig mit deren Einwanderung in die Alte Welt, genetisch voneinander getrennt, obwohl beide Arten heute noch miteinander kreuzbar sind. Die wilde Stammform des Dromedars, teilweise als Art Camelus thomasi Pomel (1893) bezeichnet, war ursprünglich in Südwestasien und Nordafrika verbreitet, ist aber in Afrika im Pleistozän ausgestorben. Im 2. Jahrtausend v. Chr. bewohnte die Art wohl nur noch ein kleines Areal in den südöstlichen Küstenregionen der Arabischen Halbinsel. Hier wurden die Tiere zunächst stark bejagt, wie sich an Knochenfunden in archäologischen Ausgrabungsstätten ablesen lässt.

### Domestizierte Dromedare

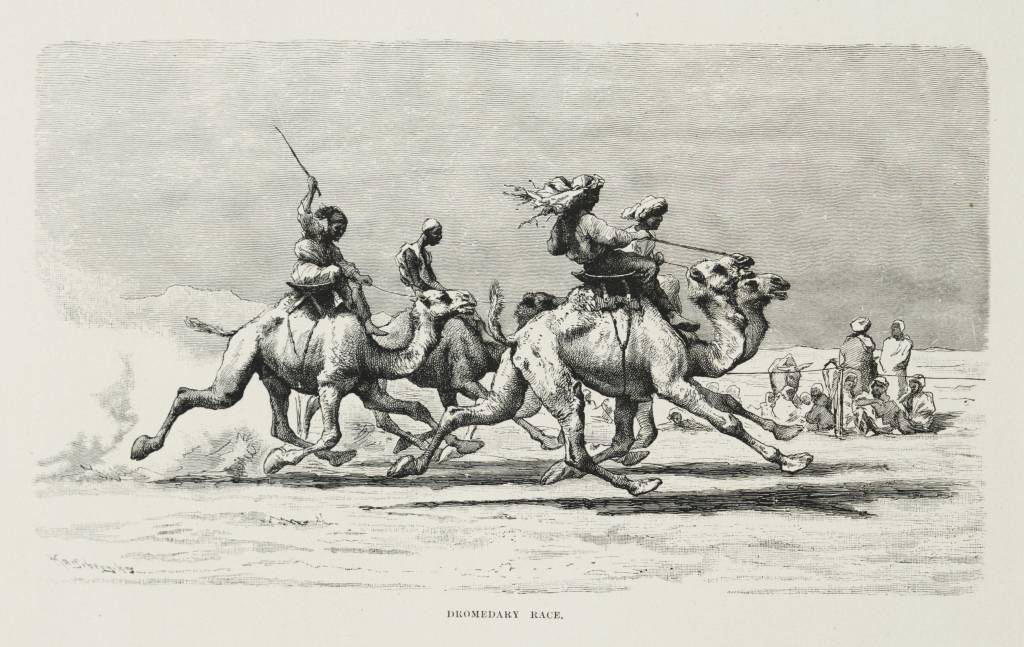
Dromedar-Rennen, Zeichnung von Carl Rudolf Huber, 1878

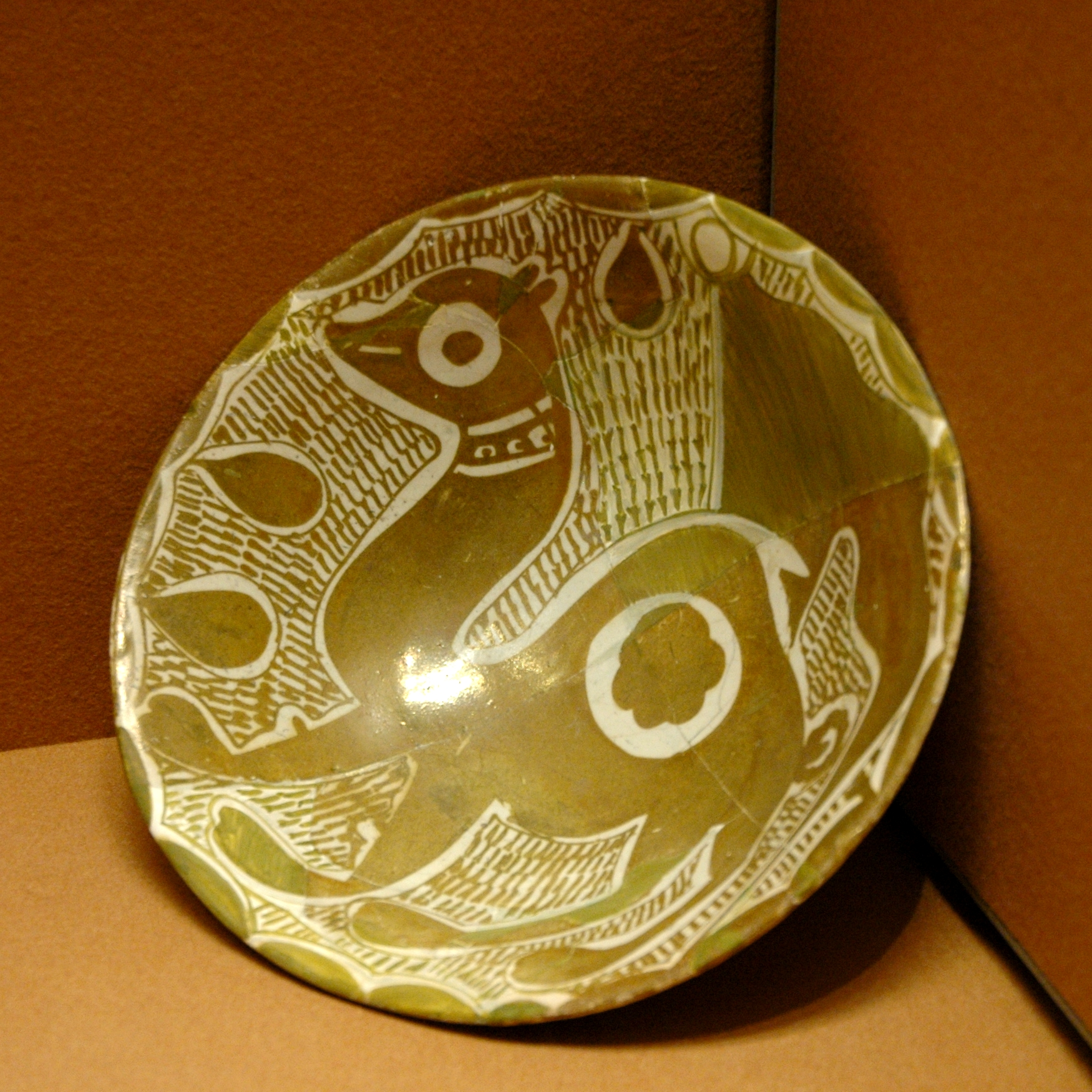
Schale mit Dromedar-Darstellung aus dem Irak, 10. Jahrhundert

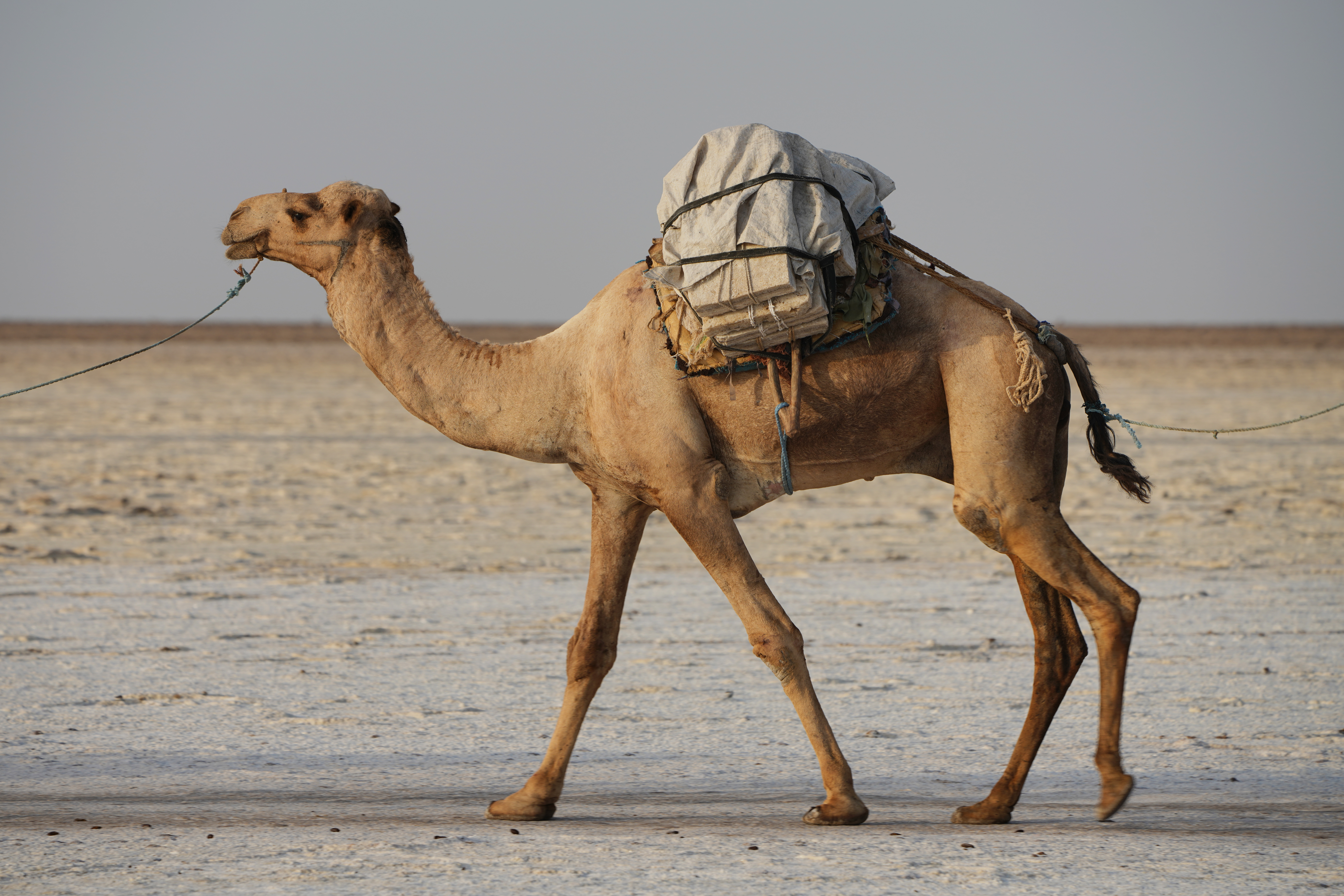
Dromedar als Arbeitstier beim Salztransport in Äthiopien

Das Dromedar wurde vermutlich Ende des 2. Jahrtausends v. Chr. auf der Arabischen Halbinsel domestiziert. Die älteste mesopotamische Königsinschrift, in der das Kamel erwähnt wird, stammt von etwa 1060 v. Chr. Ab dem späten 2. Jahrtausend ändert sich die archäologische Fundsituation: Mehr Knochenmaterial in Siedlungen, weniger in abseits gelegenen Jagdstationen, die Tiere wurden zudem etwas kleiner und wurden künstlerisch in Haustierfunktion abgebildet, zusammengenommen wird dies als Nachweis der Domestizierung in diesem Raum zu dieser Zeit angesehen. Den genetischen Daten zufolge wurden aber noch lange Zeit Wildfänge in den frühen Zuchtstamm eingekreuzt. Zurück nach Nordafrika eingeführt wurde die – nun domestizierte – Art in relevanten Mengen erst im 1. Jahrtausend n. Chr. Dromedare könnten ursprünglich hauptsächlich als Milchlieferanten domestiziert worden sein. In Somalia überwiegt diese Nutzung bis heute. Die Nutzung als Fleisch- und Lederquelle sowie eine Verwendung der Wolle entwickelten sich etwas später. Sogar ihr Mist dient, getrocknet, in der rohstoffarmen Umgebung als Brennmaterial. Bis etwa 1500 v. Chr. wurde im Verbreitungsgebiet der Dromedare fast ausschließlich der Esel als Transporttier genutzt. Die Nutzung als Lasttier setzte zunächst die Entwicklung eines geeigneten Sattels voraus. Dieser musste die Last auch bei den wiegenden Bewegungen des Tieres im Passgang halten und gleichmäßig auf dem Rücken verteilen. Zwischen 1300 und 100 v. Chr. entwickelten nomadisch lebende arabische Ethnien einen für das Dromedar angepassten Tragesattel, der es erlaubt, durchschnittlich etwa 250 Kilogramm auf dem Tier zu transportieren. Diese Sattelform ist seit mehr als 2000 Jahren nahezu unverändert in Gebrauch.
Bei den Reitsätteln werden die schweren arabischen Höckersättel, deren Holzgestell über den gesamten Höcker gelegt wird, von den am Nordrand der Sahara verbreiteten leichteren Schultersätteln unterschieden. Bei diesem auf eine Entwicklung der Berber zurückgehenden Typ sitzt der Reiter nicht mit herunterhängenden Beinen auf, sondern vor dem Höcker, wo er seine Füße am Hals abstützen kann. Der mauretanische Männerreitsattel Rahla ist ein Beispiel. In Tunesien sitzt der Reiter hinter dem Höcker.
Das Dromedar verbreitete sich als Haustier erst recht spät in Nordafrika. Seit der Zeitenwende dehnt sich sein Verbreitungsgebiet jedoch auch aufgrund der zunehmenden Desertifikation stetig aus, oft auf Kosten von Hausrindern. Heute gibt es verschiedene Rassen, die meist entweder als Reittiere oder robuste Tragtiere gezüchtet werden. Man unterscheidet Reit-, Renn-, Last-, Berg- und Flachlanddromedare sowie Zwischenformen. Teilweise werden auch Kamelhybride mit dem Trampeltier erzeugt, die aufgrund von Heterosis-Effekten größer und schwerer sind; sie eignen sich aber nicht für die Weiterzucht, werden also als Gebrauchskreuzungen immer wieder neu erzeugt.
Das Dromedar ist der wichtigste Begleiter der nomadisierenden Beduinen in der Sahara und in den arabischen Wüstengebieten. Es ist sowohl Last- als auch Reittier und dient den Beduinen als Lieferant von Wolle, Milch und Fleisch. Durch seine Genügsamkeit ermöglichte es die Einrichtung von Handelswegen durch unwegsame Wüstengegenden (z. B. der Weihrauchstraße von Südarabien an das Mittelmeer) und trug somit wesentlich zum wirtschaftlichen Wohlstand jener Zeit bei.

„‚Ata Allah‘, Geschenk Gottes, nennen die Beduinen die vierbeinigen Überlebenskünstler der Wüste.“

Die militärische Nutzung von Dromedaren als Reittier ist zumindest seit dem 9. Jahrhundert v. Chr. belegt. Bis heute werden die Tiere für diesen Zweck eingesetzt.
Siehe dazu den Hauptartikel Kamelreiter.
Arabische Kamele können gut schwimmen. Belegt ist, wie Menschen im Oman arabische Kamele zur Steigerung der Fitness vor Kamelrennen im Meer schwimmen ließen. Berichtet wurde außerdem, dass einige Tiere die über 10 Kilometer breite Meerenge zwischen dem Festland von Oman und der Insel Masira überqueren.

### Charakteristik
Ilija Trojanow charakterisiert in seinem Buch Der Weltensammler dieses domestizierte und als Last- und Reittier in weiten Teilen Asiens und Afrikas verwendete Kamel:

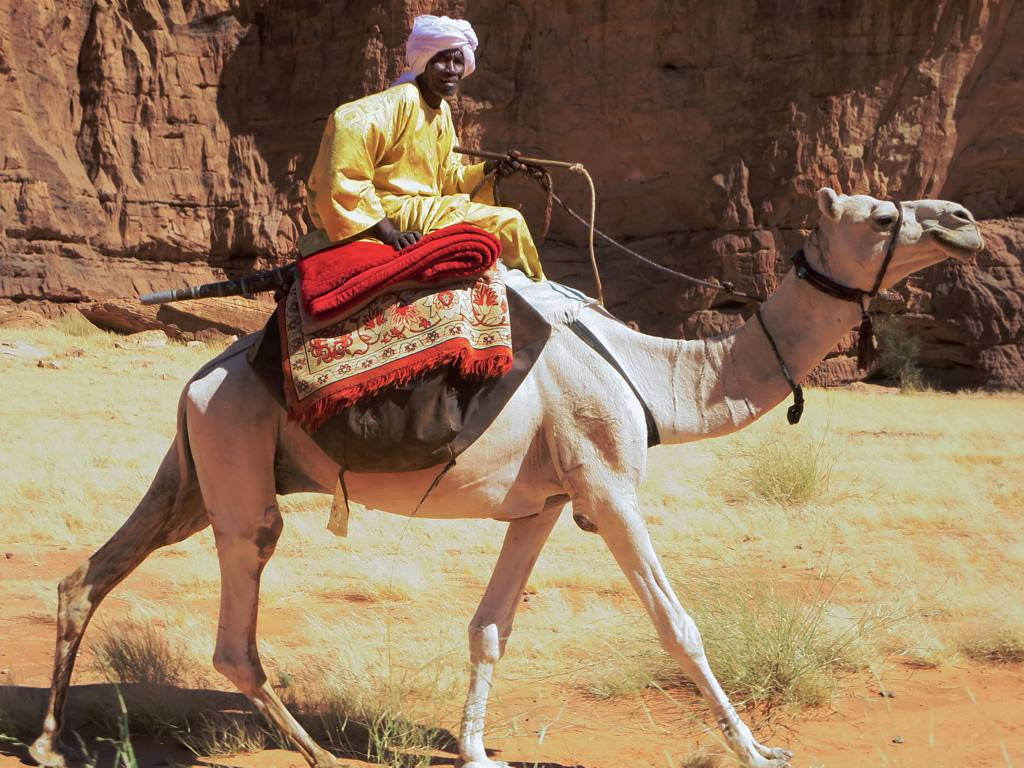
Toubou-Kamelreiter im nordöstlichen Tschad

„Auf Reisen wie dieser war jeder oft allein mit sich selbst und mit seinem Dromedar, diesem mürrischen, widerspenstigen Tier, dessen einzige freundliche Geste aus einem gelegentlichen Furz bestand. Sheikh Abdullah feindete sich umgehend mit seinem Dromedar an, das seinem Ruf als geduldigem Wesen widersprach. Es war bösartig, unbeherrschbar, manchmal sogar gefährlich. Es mißtraute allem Unbekannten, und die Laute, die es von sich gab, ob das schnaubende Stöhnen oder das teils wehleidige, teils verdrießliche Blöken, waren unerträglich. Es beschwerte sich über jedes Kilo, das ihm aufgeladen wurde. Am ersten Abend richtete Sheikh Abdullah einige abfällige Bemerkungen über das Reittier an den Tiertreiber. Sie können doch gut mit Menschen umgehen, Sheikh, antwortete ihm dieser, Dromedare sind nicht anders als Menschen. Wenn sie jung sind, wissen sie nicht, wie sie sich zu benehmen haben. Als Erwachsene sind sie gewalttätig und unkontrollierbar, in der Brunftzeit, da wittert das Männchen ein williges Weibchen aus zehn Kilometer Entfernung, da wird es bockig, seine Zunge bibbert. Und mit dem Alter werden sie zänkisch, rachsüchtig und verdrossen.“

Anders beschreibt Alexander William Kinglake das Wesen einer Dromedarstute in seinem Reisebericht Eothen:

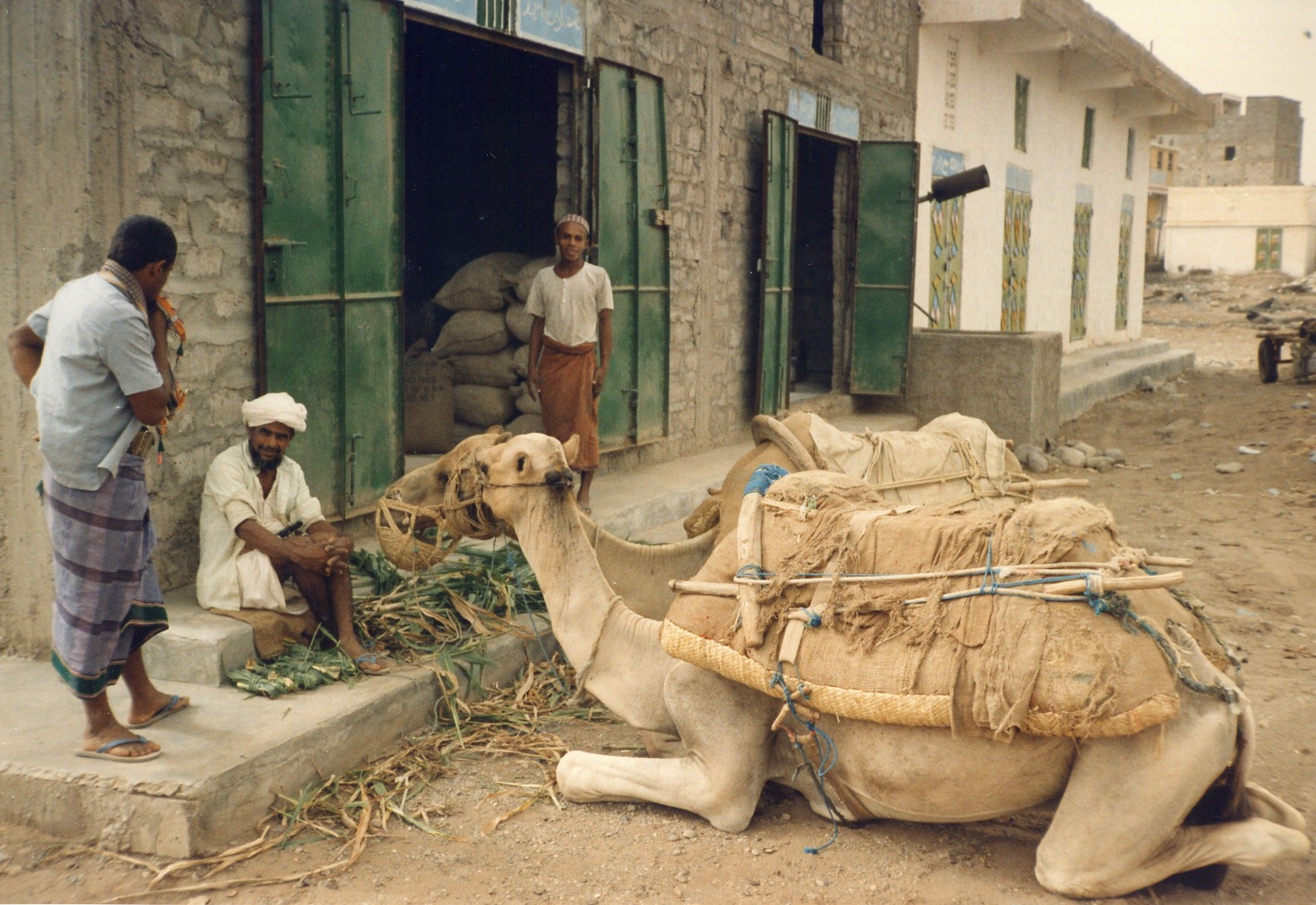
Kniende Dromedare auf dem Markt von Bait al-Faqih im Jemen.

“The camel kneels to receive her load, and for a while she will allow the packing to go on with silent resignation, but when she begins to suspect that her master is putting more than a just burthen upon her poor hump, she turns round her supple neck, and looks sadly upon the increasing load, and then gently remonstrates against the wrong with the sigh of a patient wife. If sighs will not move you, she can weep. You soon learn to pity, and soon to love her for the sake of her gentle and womanish ways.”

„Die Kamelstute kniet sich hin, um ihre Traglast zu empfangen und eine Zeit lang wird sie das Bepacken still resigniert erlauben. Wenn sie allerdings anfängt, ihren Meister zu verdächtigen, dass er mehr als die recht und billige Bürde auf ihren armen Höcker stapelt, wendet sie ihren geschmeidigen Hals und schaut traurig auf die wachsende Ladung und widerspricht dann mit dem Seufzen einer geduldigen Ehefrau behutsam dem Unrecht. Wenn Seufzer dich nicht erweichen, kann sie weinen. Du lernst bald, sie wegen ihrer milden und fraulichen Art zu bemitleiden und bald zu lieben.“